# دیوید پارفیت
دیوید پارفیت (انگلیسی: David Parfitt؛ زادهٔ ۸ ژوئیهٔ ۱۹۵۸) تهیه‌کننده فیلم و بازیگر اهل بریتانیا است. وی از سال ۱۹۷۱ میلادی تاکنون مشغول فعالیت بوده‌است.
از فیلم‌ها یا مجموعه‌های تلویزیونی که وی در آن‌ها نقش داشته‌است، می‌توان به شکسپیر عاشق، هیاهوی بسیار برای هیچ، شب دوازدهم، بال‌های کبوتر، قلعه را تسخیر می‌کنم، هفته‌ای که با مریلین گذراندم، در جستجوی آزادی، پدر و جنون شاه جرج اشاره نمود.
وی همچنین برندهٔ جوایزی همچون جایزه اسکار بهترین فیلم بابت فیلم شکسپیر عاشق در هفتاد و یکمین دوره جوایز اسکار شده‌است. وی از حامیان باشگاه فوتبال ساندرلند است.